# Programa Soiuz

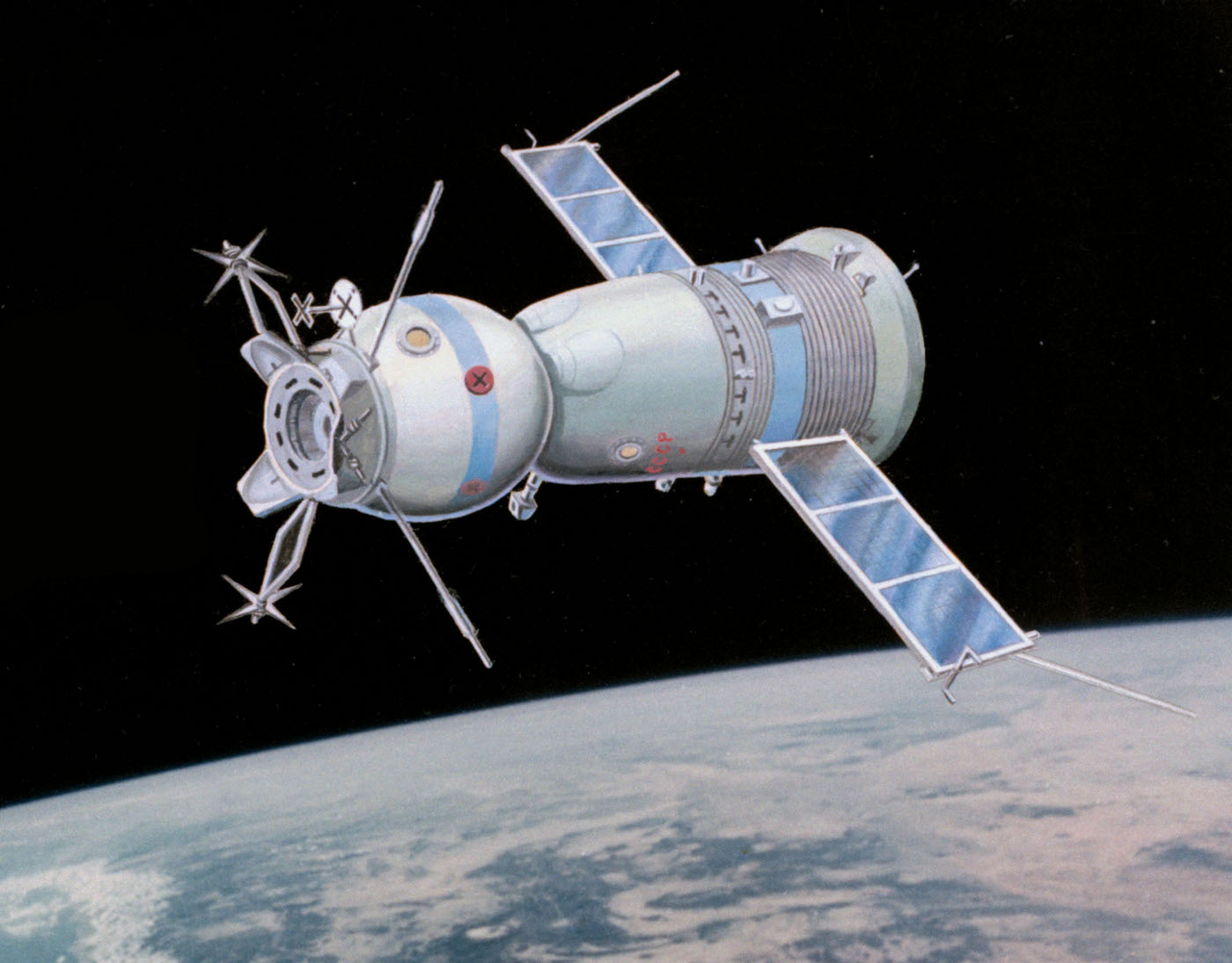
Nau Soiuz del projecte de prova Apollo-Soiuz

El programa Soiuz (en rus: so'jus, que significa "unió") és un programa de viatge espacial tripulat que va ser iniciat per la Unió Soviètica a principis dels anys 60. Originalment era part del programa d'allunatge previst per a portar un cosmonauta soviètic a la Lluna. El programa Soiuz va ser creat per Serguei Koroliov, el dissenyador principal del programa espacial soviètic durant la cursa espacial. En el seu primer vol tripulat, Soiuz 1 (abril de 1967), la nau va estavellar-se contra el terra després de la reentrada, fet que provocà la mort del seu únic tripulant, Vladímir Komarov. No obstant això, la Soiuz ha resultat ser la nau espacial més reeixida de la història amb un rècord de 144 llançaments (a Gener 2020) i només tres fracassos amb quatre morts en total, els darrers en 1973. Ha servit per a transportar tripulacions a les estacions espacials Saliut, Mir i l'Estació Espacial Internacional. La Soiuz va ser dissenyada també per a missions tripulades a la Lluna en el marc dels programes Zond i N1/L3. Tant la nau Soiuz com el coet Soiuz són part d'aquest programa, del qual se n'encarrega ara l'Agència Espacial Federal Russa. 'Soiuz MS' és l'actualització final planificada per la nau espacial Soiuz.
El coronel Vladímir Komarov va morir quan la Soiuz 1 es va estavellar en la reentrada en fallar el paracaigudes en 1967, i La despressurització en el retorn a la terra de la Soiuz 11 en entrar en l'atmosfera terrestre va matar Vladislav Vólkov, Georgui Dobrovolski i Víktor Patsàiev en 1971.

## Imatges

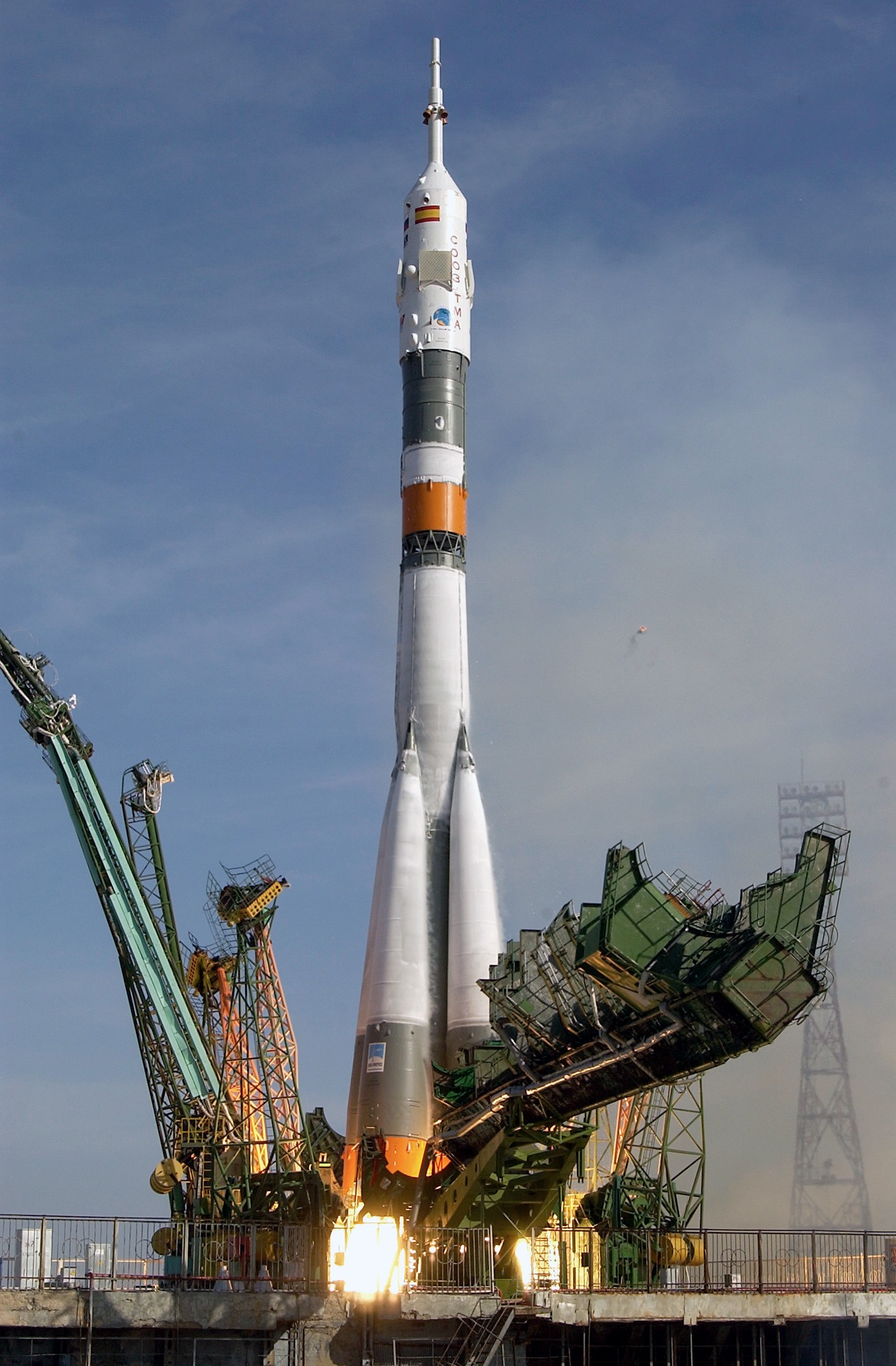
Llançament d'un Soiuz TMA-3
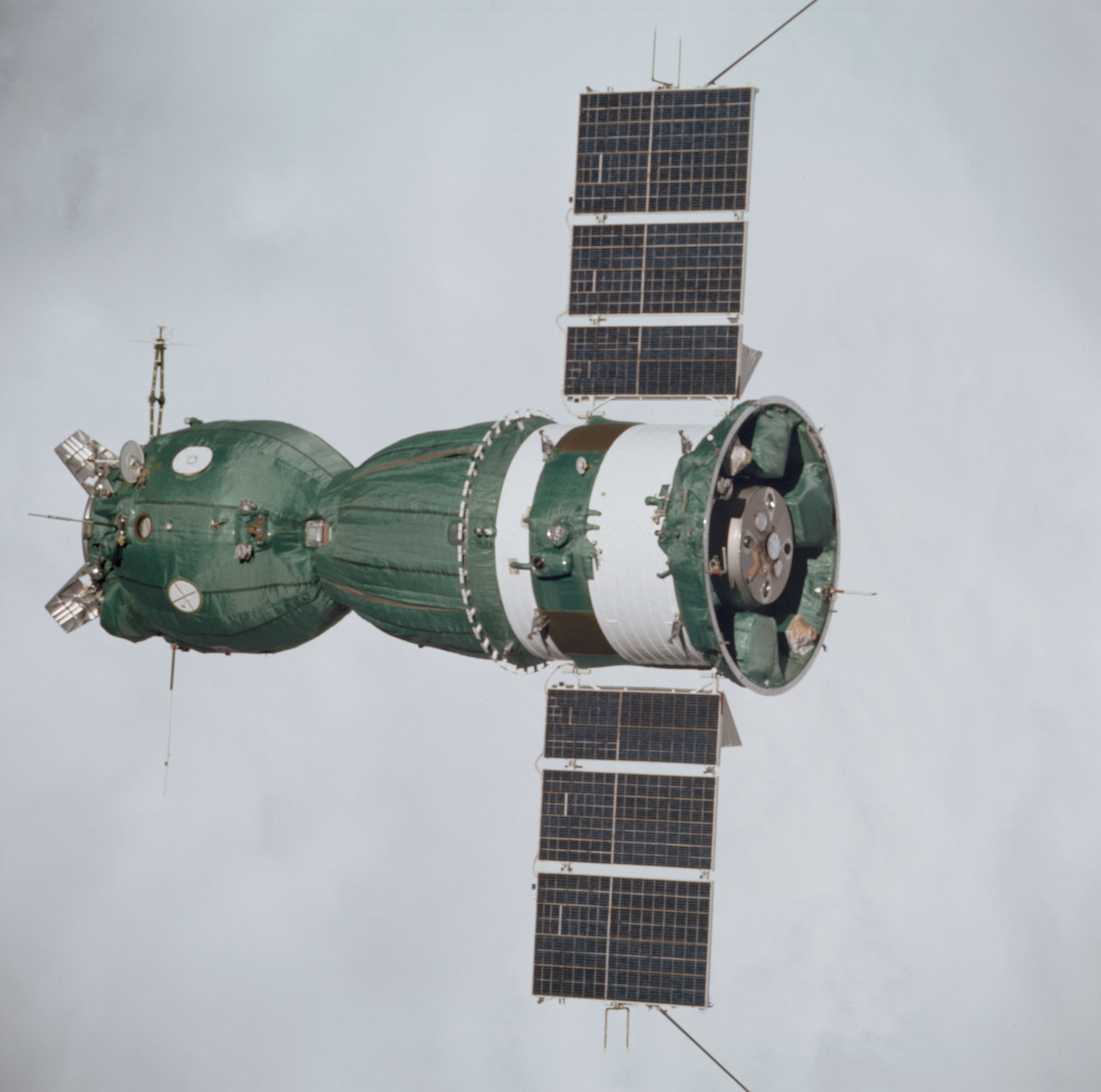
Soiuz 19 vista de la nau espacial Apollo al juliol de 1975

## Obra artística inspirada en el programa Soiuz

### Afer Istochnikov
L'artista conceptual Joan Fontcuberta va afirmar l'any 1997 que a la missió de 1968 el Soiuz 2, tripulat per Ivan Istochnikov acompanyat d'un gos anomenat Kloka, va desaparèixer el 26 d'octubre amb signes d'haver estat colpejat per un meteorit. Segons Fontcuberta, els funcionaris soviètics van eliminar Istochnikov de la història oficial soviètica per evitar la vergonya; tanmateix, la "Fundació Sputnik" va descobrir les "transcripcions de veu, vídeos, anotacions originals, alguns dels seus efectes personals i fotografies fetes al llarg de la seva vida" d'Istochnikov. L'exposició d'artefactes (per exemple, fotografies) relacionats amb "Soiuz 2" es va mostrar a molts països, com ara Espanya, França, Portugal, Itàlia, Mèxic, Japó i els Estats Units. Entre altres reaccions a l'exposició, un ambaixador rus "es va enfadar molt perquè [Fontcuberta] estava insultant el gloriós passat rus i va amenaçar de presentar una queixa diplomàtica".
Malgrat que l'examen atent de l'exposició revelava sense cap mena dubte que era un muntatge a molts mitjans es va interpretar com a un engany, incloent-hi la versió anglesa d'aquest article.
- El nom "Ivan Istochnikov" és una traducció russa del nom de Joan Fontcuberta; en concret, "Joan" es tradueix com "Ivan"[7] i "Fontcuberta" i "Istochnikov" signifiquen "font oculta".
- Les fotografies d'Istochnikov mostren el rostre de Fontcuberta.
- Les pàgines de la web oficial de l'exposició de Madrid contenen les paraules "PURA FICCIÓ" a la part superior de cada pàgina en text vermell clar sobre fons vermell fosc[8] o text rosa clar sobre fons blanc.[9]
- La portada i contraportada del catàleg que acompanya l'exposició de Madrid porten les paraules "tot és ficció" en rus i espanyol impreses amb tinta que brilla en la foscor.[10]
- A la pàgina web del diari espanyol El Mundo, la tercera de tres pàgines sobre l'exposició de Madrid diu que "el reportatge que vam publicar a les pàgines anteriors és producte de la seva imaginació [de Fontcuberta]".[5]